# Rainbow Bar and Grill
Pour les articles homonymes, voir Whisky à gogo (homonymie).
Le Rainbow Bar and Grill est une boîte de nuit située à West Hollywood, Californie, sur le Sunset Strip, au 9015 W Sunset Boulevard.
Le club ouvre le 16 avril 1972 par Elmer Valentine, Lou Adler et Mario Maglieri, avec le chanteur Elton John,.